# Fragile Tension/Hole to Feed
«Fragile Tension / Hole to Feed» (en español, Frágil tensión/Agujero para alimentar) es el cuadragésimo octavo disco sencillo del grupo inglés de música electrónica Depeche Mode, el tercero desprendido de su álbum Sounds of the Universe de 2009.
Fragile Tension es un tema compuesto por Martin Gore; por otro lado Hole to Feed fue compuesto por Dave Gahan, siendo uno de los seis temas que el vocalista había aportado hasta ese momento al grupo desde que en 2005 comenzara a escribir canciones tras más de veinte años en DM sólo cantando. Fue su tercer sencillo doble lado A, después de "Blasphemous Rumours/Somebody" y "John the Revelator/Lilian". "Hole to Feed" es el segundo sencillo de Depeche Mode escrito por David Gahan, coescrito con Christian Eigner y Andrew Phillpott, sucediendo al primero que fue "Suffer Well", de su álbum anterior Playing the Angel.
Gahan declaró al diario The Guardian que "Hole To Feed" era "una canción muy cínica sobre el deseo de llenar un hueco, pero no saber con qué llenarlo. Sobre la idea de tener un agujero para alimentar a todos, de ser un producto de mi imaginación cuando estoy realmente bien". Se anunció en su página web el 7 de noviembre de 2009, y fue lanzado el 7 de diciembre de 2009, un mes después. A diferencia de los otros dos sencillos del álbum, no se publicó en vinilo de 7" ni en CD de edición limitada.
Ambas canciones fueron someramente editadas y remezcladas para su edición como sencillo.

## Descripción

### Fragile Tension
Es uno de los temas más retrospectivos del álbum, basado en un sonido que pareciera sacado de uno de los antiguos discos de DM, apoyado principalmente en sintetizadores análogos, con apenas unas cuerdas muy disueltas, curiosamente batería acústica por Christian Eigner y la voz de David Gahan en un tono agudo, los eternos duetos con Martin Gore e incluso una sección a coro con Andrew Fletcher.
Llamativa es la letra sobre la fragilidad del medio ambiente y de nuestro planeta, con lo cual se compromete más con una temática crítica y reflexiva algo cercana a las inspiraciones sociopolíticas de los álbumes Construction Time Again, Some Great Reward e incluso Black Celebration.
Ya en el anterior álbum habían vuelto a un sonido más tradicionalista para sus propios estándares, especialmente en un tema de poco impacto llamado Lilian, pero Fragile Tension capitaliza en una mejor forma la experiencia de ser un grupo decimonónico del Techno, insertándose en una tendencia de simple función sintética con un contenido solemne y universal como puede serlo la Frágil Tensión a la que llevamos a nuestro mundo, el único que tenemos.

### Hole to Feed
Hole to Feed es un tema eminentemente rock, aunque con cierto acercamiento a la música country norteamericana y sobre todo al drum and bass que los músicos practicaran en el esfuerzo solista del cantante en 2007, Hourglass, con elementos más bien dispersos de acompañamiento electrónico.
En realidad lo más llamativo del tema es su elemento drum and bass dado por el baterista Christian Eigner, quien de hecho grabó la batería con el grupo para esta pieza, y con lo cual resulta uno de los más cercanos al álbum Hourglass de 2007, pues aquel disco se distingue por mostrar en varias de sus canciones una batería igual de persistente y acompasada del mismo Eigner, aunque el tema sólo tiene la calidad drum n' bass que en realidad no lo es, pues ese género se realiza exclusivamente a través de samplers, no acústicamente, y a una velocidad mucho más rápida.
Por otro lado, Martin Gore prestó su muy particular modo de tocar la guitarra dándole una cualidad muy norteamericana a la canción, la cual muy probablemente sea más obra de Gahan quien en sus composiciones hasta ahora constantemente se acerca más a los ritmos de rock de los Estados Unidos que a la música eminentemente inglesa.
Por último, la letra es abierta y atrevida, aunque sobre todo extravagante.

## Formatos

### En CD
| Mute CDBONG 42 Fragile Tension - Hole to Feed |                                                |                                                |          |  |
| N.º                                           | Título                                         | Escritor(es)                                   | Duración |  |
| 1.                                            | «Fragile Tension» (Radio Mix)                  | Martin Gore                                    | 3:36     |  |
| 2.                                            | «Hole to Feed» (Radio Mix)                     | Dave Gahan, Christian Eigner, Andrew Phillpott | 3:27     |  |
| 3.                                            | «Perfect» (Roger Sánchez Club Mix)             | Martin Gore                                    | 7:24     |  |
| 4.                                            | «Come Back» (SixToes Remix)                    | Dave Gahan, Christian Eigner, Andrew Phillpott | 4:56     |  |
| 5.                                            | «Fragile Tension» (Laidback Luke Remix)        | Martin Gore                                    | 7:52     |  |
| 6.                                            | «Hole to Feed» (Popof Vocal Mix)               | Dave Gahan, Christian Eigner, Andrew Phillpott | 8:42     |  |
| 7.                                            | «Fragile Tension» (Peter Bjorn And John Remix) | Martin Gore                                    | 3:45     |  |
| 8.                                            | «Hole to Feed» (Joebot Remix)                  | Dave Gahan, Christian Eigner, Andrew Phillpott | 6:43     |  |

### En disco de vinilo
12 pulgadas doble Mute 12BONG 42  Fragile Tension - Hole to Feed
Disco uno
| Lado A |                                                           |              |          |  |
| N.º    | Título                                                    | Escritor(es) | Duración |  |
| 1.     | «Fragile Tension» (Stephan Bodzin Remix)                  | Martin Gore  | 9:14     |  |
| 2.     | «Fragile Tension» (Kris Menace's Love On Laserdisc Remix) | Martin Gore  | 6:24     |  |

| Lado B |                                                             |                                                |          |  |
| N.º    | Título                                                      | Escritor(es)                                   | Duración |  |
| 1.     | «Hole to Feed» (Popof Vocal Mix)                            | Dave Gahan, Christian Eigner, Andrew Phillpott | 8:42     |  |
| 2.     | «Hole to Feed» (Paul Woolford's Easyfun Ethereal Disco Mix) | Dave Gahan, Christian Eigner, Andrew Phillpott | 9:24     |  |

Disco dos
| Lado C |                                    |              |          |  |
| N.º    | Título                             | Escritor(es) | Duración |  |
| 1.     | «Perfect» (Roger Sánchez Club Mix) | Martin Gore  | 7:24     |  |
| 2.     | «Perfect» (Ralphi Rosario Dub)     | Martin Gore  | 8:26     |  |

| Lado D |                                                 |              |          |  |
| N.º    | Título                                          | Escritor(es) | Duración |  |
| 1.     | «Peace» (Herve's 'Warehouse Frequencies' Remix) | Martin Gore  | 5:10     |  |
| 2.     | «Peace» (Sander Van Doorn Remix)                | Martin Gore  | 8:02     |  |

### Digital
| Mute iBONG 42 Fragile Tension - Hole to Feed |                                                             |                                                |          |  |
| N.º                                          | Título                                                      | Escritor(es)                                   | Duración |  |
| 1.                                           | «Fragile Tension» (Radio Mix)                               | Martin Gore                                    | 3:36     |  |
| 2.                                           | «Hole to Feed» (Radio Mix)                                  | Dave Gahan, Christian Eigner, Andrew Phillpott | 3:27     |  |
| 3.                                           | «Come Back» (SixToes Remix)                                 | Dave Gahan, Christian Eigner, Andrew Phillpott | 4:56     |  |
| 4.                                           | «Perfect» (Ralphi & Craig Club Remix)                       | Martin Gore                                    | 8:49     |  |
| 5.                                           | «Fragile Tension» (Stephan Bodzin Remix)                    | Martin Gore                                    | 9:14     |  |
| 6.                                           | «Hole to Feed» (Paul Woolford's Easyfun Ethereal Disco Mix) | Dave Gahan, Christian Eigner, Andrew Phillpott | 9:24     |  |
| 7.                                           | «Perfect» (Roger Sánchez Club Mix)                          | Martin Gore                                    | 7:24     |  |
| 8.                                           | «Fragile Tension» (Solo Loves Panorama Remix)               | Martin Gore                                    | 6:10     |  |
| 9.                                           | «Hole to Feed» (Popof Vocal Mix)                            | Dave Gahan, Christian Eigner, Andrew Phillpott | 8:42     |  |

| iTunes Mute LiBONG 42 Fragile Tension - Hole to Feed |                                                             |                                                |          |  |
| N.º                                                  | Título                                                      | Escritor(es)                                   | Duración |  |
| 1.                                                   | «Fragile Tension» (Radio Mix)                               | Martin Gore                                    | 3:36     |  |
| 2.                                                   | «Hole to Feed» (Radio Mix)                                  | Dave Gahan, Christian Eigner, Andrew Phillpott | 3:27     |  |
| 3.                                                   | «Come Back» (SixToes Remix)                                 | Dave Gahan, Christian Eigner, Andrew Phillpott | 4:56     |  |
| 4.                                                   | «Perfect» (Ralphi & Craig Club Remix)                       | Martin Gore                                    | 8:49     |  |
| 5.                                                   | «Fragile Tension» (Stephan Bodzin Remix)                    | Martin Gore                                    | 9:14     |  |
| 6.                                                   | «Hole to Feed» (Paul Woolford's Easyfun Ethereal Disco Mix) | Dave Gahan, Christian Eigner, Andrew Phillpott | 9:24     |  |
| 7.                                                   | «Perfect» (Roger Sánchez Club Mix)                          | Martin Gore                                    | 7:24     |  |
| 8.                                                   | «Fragile Tension» (Solo Loves Panorama Remix)               | Martin Gore                                    | 6:10     |  |
| 9.                                                   | «Hole to Feed» (Popof Vocal Mix)                            | Dave Gahan, Christian Eigner, Andrew Phillpott | 8:42     |  |
| 10.                                                  | «Perfect» (Ralphi & Jody Club Remix)                        | Martin Gore                                    | 7:39     |  |

## Videos promocionales
El 25 de septiembre de 2009 a través del sitio oficial de DM en la red se dio a conocer el video promocional de "Hole to Feed", dirigido por Eric Wareheim, antes incluso de ser anunciado como disco sencillo del álbum.
El video muestra un cuarteto, que no es DM, de dos chicas blancas, un chico y una chica negros vestidos como drag queens, quienes tocan el tema ante una reducida audiencia embobada sólo en escucharlos aunque sin mostrar expresión alguna, ni audiencia ni el cuarteto, sólo haciendo el cuarteto unos gestos sueltos de baile, hasta los coros una pareja en el pequeño auditorio comienza a darse “besos” con la lengua en actitudes semi-pornográficas, lo cual se va “contagiando” a todos los demás presentes, para después pasar a imágenes igualmente de gente en la calle haciendo lo mismo, y cuando acaba el tema todos vuelven a sus actividades como si hubiese pasado una hipnosis, pero el cuarteto permanece inexpresivo, igual que como en toda la canción.
El cuarteto es de tres chicas, dos en sintetizadores, una cantante negra, y un chico en la percusión electrónica quien es el que muestra mayor movilidad en su ejecución. Todos los “besos” mostrados son heterosexuales. Ninguno de los integrantes de Depeche Mode aparece en el vídeo.
El vídeo de "Fragile Tension" se dio a conocer a través del sitio oficial de la banda el 20 de noviembre de 2009. Fue dirigido por Barney Steel junto con Robert Chandler, quien realizara el videomontaje del tema "Martyr" en 2006.
El vídeo es sumamente onírico, llegando a lo preciosista, mostrando imágenes de cada uno de los tres integrantes de DM captadas en conciertos del Tour of the Universe que se disuelven en arena, al mismo tiempo que siluetas las cuales se deshacen en contornos lineales mezclando capturas en cámara lenta y editadas de un volcán haciendo erupción y un sol eclipsado con otras de un astro encendido.
Ninguna de las imágenes de DM fue grabada especialmente para el vídeo, todas tomadas de presentaciones editadas con efectos visuales y realzadas en iluminación. Lo curioso es que en su totalidad, el vídeo estilísticamente pareciera la secuencia inicial de créditos de una de las películas de James Bond.
Ambos vídeos están disponibles en el directo Barcelona 20/21.11.09 de 2010 y en Video Singles Collection de 2016.

## En directo
"Hole to Feed" se interpretó en cada concierto del correspondiente Tour of the Universe como tercera canción, siempre después de "Wrong" y, normalmente, antes de "Walking in My Shoes", siendo una de las funciones más electroacústicas pues se llevaba a cabo tal como aparece en el álbum, de hecho fue de los temas que se tocaron en todas las fechas.
"Fragile Tension" por el contrario se interpretó una sola ocasión en un concierto en Toronto, Canadá, pero no volvió a incorporarse en ninguna fecha más.